# Lingua catolica
Lengua Católica (исп. язык католический) — проект международного искусственного языка, предложенный в 1890 году чилийским морским врачом Альбертом Липтеем (Alberto Liptay). «Католический» в названии языка означает, прежде всего, «всеобщий» (от значения древнегреческого слова «καθολικός»).
В начале 1890-х Липтей публикует свою работу сначала на испанском — «La lengua católica ó sea proyecto de un idioma internacional sin construccion gramatical»  (название можно перевести как «Всеобщий язык или проект международного языка без грамматических конструкций»), а позже на французском (1892) и немецком языках (немецкое издание вышло в Лейпциге под названием «Eine Gemeinsprache der Kulturvölker» — «Общий язык культурных народов»).
В этой работе Липтей даёт как критический разбор некоторых предшествующих языковых проектов (С. Булич в статье ЭСБЕ оценивает его как остроумный, но совсем не научный), так и набросок нового международного языка, намечая лишь в общих чертах его словарь и грамматику, и обещая его полную разработку в будущем.
При этом Липтей провозглашает девиз «единственная оригинальность этого проекта заключается в отсутствии всякой оригинальности» и заявляет об отказе от намерения изобретать язык, пытаясь вместо этого показать, что международный язык уже есть — за счёт существования десятков тысяч общих и почти идентичных слов в английском, французском, немецком, испанском, итальянском языках и латыни (от которой все они в значительной степени произошли).
Проект Липтея был довольно высоко оценен современниками. Так, С. Булич, рассмотрев в статье ЭСБЕ «Всемирный или международный язык» наряду с ним несколько других языковых проектов того времени (волапюк, пасилингва, эсперанто, космос), признал Lengua Católica «наиболее удачной из всех существующих попыток всеобщего языка», сославшись при этом также на мнение известного английского учёного Макса Мюллера.
Однако в дальнейшем этот язык, в отличие от эсперанто, распространения не получил.